# Teófilo Salinas Fuller
Teófilo Nicolás Salinas Fuller (Lima, 11 de marzo de 1919-Lima, 16 de mayo de 1999) fue un dirigente deportivo peruano. Ejerció como presidente de la Conmebol de 1966 a 1986. Previamente fue presidente de la Federación Peruana de Fútbol.

## Biografía
Nació en Lima en 1919, hijo de Teófilo Salinas y Cossío y Ofelia Fuller García. Fue una de las personalidades más influyentes del fútbol peruano y sudamericano durante el siglo XX. Su padre, Teófilo Salinas, fue también un dirigente deportivo, siendo una figura clave en la historia del fútbol peruano.
Durante la década de 1950, fue  dirigente de Alianza Lima. Entre 1962 y 1964, ocupó el cargo de presidente de la Federación Peruana de Fútbol (FPF).
En 1966, Salinas fue nombrado presidente de la Confederación Sudamericana de Fútbol (Conmebol), sucediendo al argentino Raúl Colombo. Salinas se mantuvo en este cargo hasta 1986, siendo sucedido por el paraguayo Nicolás Leoz, quien había sido vicepresidente de la Conmebol en los periodos 1972-1974 y 1980-1986.
Durante su presidencia se dio la ascensión de João Havelange a la presidencia de la FIFA en 1974. Salinas fue uno de los principales aliados de Havelange en la obtención de los votos necesarios, realizando viajes a África y Asia para conseguir el apoyo de los países de esos continentes.
Bajo la presidencia de Salinas, el fútbol peruano experimentó un renacimiento. En 1967, Universitario se convirtió en el primer equipo peruano en superar la fase de grupos en la Copa Libertadores, con victorias sobre River Plate y Racing Club en Buenos Aires. Universitario alcanzó la final de la Copa Libertadores 1972, siendo el primer club peruano en lograrlo. En 1975, la selección de fútbol de Perú obtuvo su segunda Copa América, y la selección nacional alcanzó las semifinales en las ediciones de 1979 y 1983. En el ámbito de los clubes, Defensor Lima (1974) y Alianza Lima (1976) fueron los primeros equipos peruanos en conquistar títulos internacionales oficiales al ganar la Copa Simón Bolívar, que fue otorgada por la Conmebol bajo la presidencia de Salinas.
Salinas fue parte en el ámbito organizativo de aquella selección peruana que clasificó a tres Copas del Mundo, destacando el séptimo puesto obtenido en el Mundial de 1970.
Salinas estuvo casado con Eva Molina Pardo y Elena Rubio Artigas. Falleció a los 80 años, el 16 de mayo de 1999, en Lima.